# ماتزيو كلمنتي

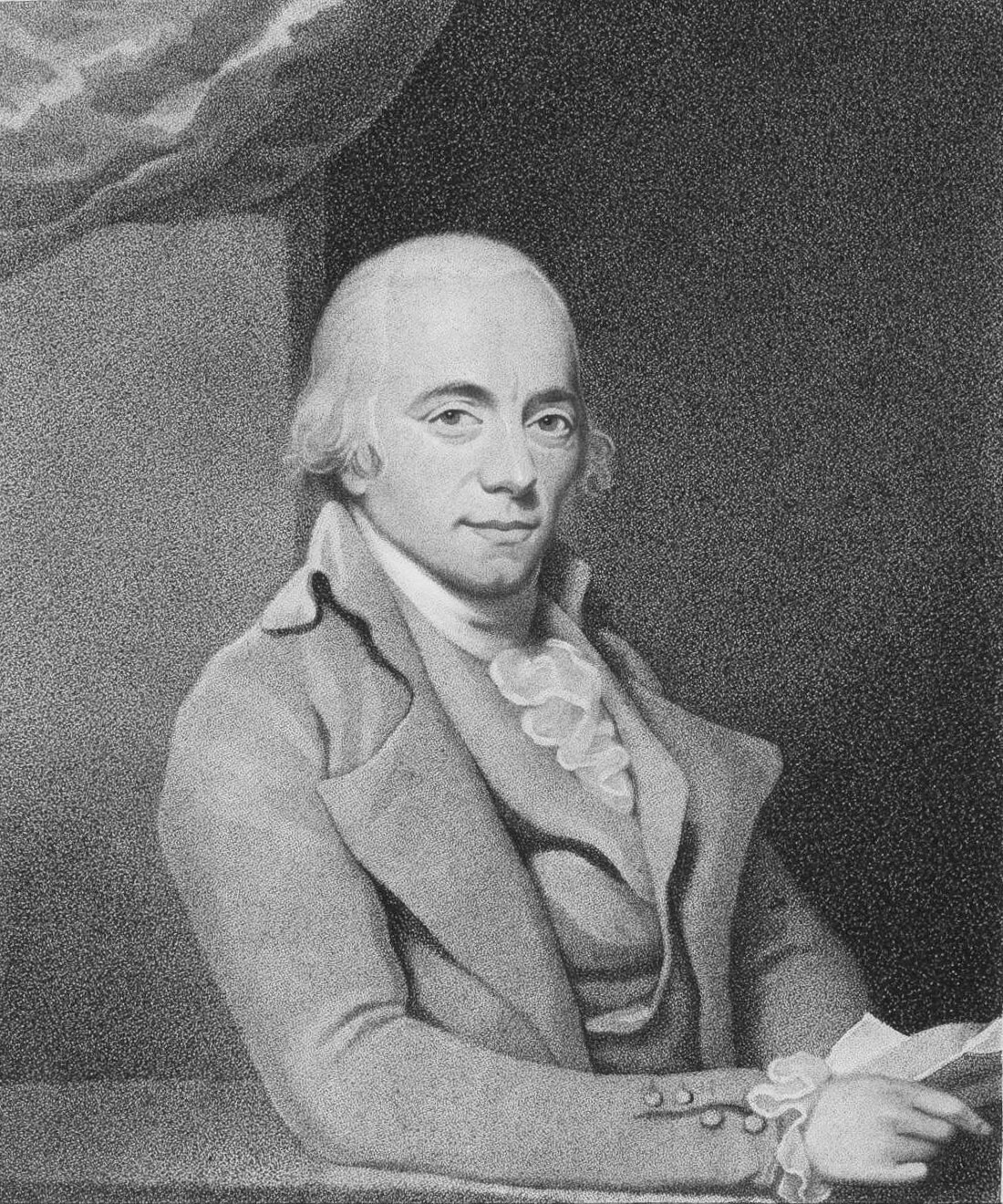
ماتزيو كلمنتي
(بالإنجليزية Muzio Clementi)
(و. 24 يناير 1752 – ت. 10 مارس 1832) مؤلف موسيقي إيطالي وعازف بيانو ومدرس قضى معظم حياته في لندن ونتذكره أساسا لأعماله للآلة ذات لوحة المفاتيح، بما في ذلك السوناتا والدويتو والتنويعات والكابريشيو والمقدمات. أشهر عمل له هو كتاب يضم مائة دراسة موسيقية للبيانو ذات تدرجات متزايدة من الصعوبة، بعنوان «خطوات لبرناسوس» (جبل برناسوس هو موطن ربات الشعر في الميثولوجيا اليونانية) ما زال يستخدم الكتاب الكثير من طلاب البيانو.

## وصلات خارجية
- ماتزيو كلمنتي على موقع الموسوعة البريطانية (الإنجليزية)
- ماتزيو كلمنتي على موقع ميوزك برينز (الإنجليزية)
- ماتزيو كلمنتي على موقع إن إن دي بي (الإنجليزية)
- ماتزيو كلمنتي على موقع أول ميوزيك (الإنجليزية)
- ماتزيو كلمنتي على موقع ديسكوغز (الإنجليزية)

1. ↑  Grove Music Online (بالإنجليزية), Oxford University Press, OL:21999693M, QID:Q30532476
2. ↑  Archivio Storico Ricordi، QID:Q3621644
3. ↑  The Facts on File Dictionary of Music, Christine Ammer 2004